# Acerinox
Acerinox, SA (BMAD ACX) és un grup empresarial multinacional espanyol dedicat a la fabricació d'acers inoxidables.
La seva capacitat de producció és de 3,5 milions de tones, xifra que el situa entre els primers fabricants del món. Constituït l'any 1970, la seva seu central està situada a Madrid.

## Factories

### Espanya
- Campo de Gibraltar, Los Barrios, una de les majors factories integrals del món i la primera a superar el milió de tones per any, fet produït l'any 2001. Fabrica productes plans.
- Ponferrada, Aceros Roldan, S.A.. Fabrica producte llarg.
- Igualada, Inoxfil, S. a.. Fabrica filferro d'acer inoxidable.

### Estranger
- Kentucky, EUA, North American Stainless, N.A.S., filial d'ACERINOX fundada el 1990. Fabrica productes plans i llargs.
- Middelburg, Sud-àfrica, Columbus Stainless. Entra a formar part del grup ACERINOX en 2002, inicialment amb un 64% (en 2005 Acerinox va elevar la seva participació en Columbus Stainless al 76%). Fabrica producte pla.